# جورج دياماندي
كان جورج إيون دياماندي (أو غيورغي) (27 فبراير 1867-27 ديسمبر 1917) سياسيًا، وكاتبًا مسرحيًا، وعالم اجتماع وعالم آثار روماني. كان أحد رواد الاشتراكية الثورية في فرنسا ورومانيا، على الرغم من كونه مالكًا ثريًا للأراضي ذو خلفية أرستقراطية، وحصل على شهرة عالمية كمؤسس لمجلة لير نوفيل. كان من أوائل المنتسبين إلى حزب العمال الاشتراكي-الديمقراطي الروماني، ولكنه أُصيب بخيبة أمل من سياسات الحزب الراديكالية، فلعب دورًا رئيسيًا في حل فصيل «الشباب السخي» كونه عضوًا فيه. انضم إلى الحزب الوطني الليبرالي، مع أعضاء آخرين في هذه المجموعة الإصلاحية، وعمل كأحد ممثليه في مجلس النواب.
تأثر دياماندي بأمراض القلب منذ الطفولة، فكان عليه أن يحافظ على مكانة منخفضة في السياسة، ولكنه كان هامشيًا صريحًا داخل المؤسسة الليبرالية الوطنية. استثمر دياماندي طاقته منذ عام 1910 في الأدب والنشاط الثقافي، وترأس المسرح الوطني في بوخارست وجمعية الكتاب الرومانيين لاحقًا. أُعيد إلى الواجهة خلال المراحل الأولى من الحرب العالمية الأولى عندما دعم تحالفًا مع قوات الحلفاء. نصح دياماندي رئيس الوزراء إيون آي. سي. بريتيانو بشأن هذه المسألة، وأُرسِل في بعثات دبلوماسية إلى الغرب، مما ساعد على ترسيخ ثقة فرنسا في رومانيا. حارب دياماندي في الحملة المشؤومة في عام 1916، وانسحب إلى ياش، واستعاد مقعده في المجلس.
أصبح دياماندي مدافعًا عن الاشتراكية الديمقراطية خلال سنواته الأخيرة، وأسس حزب العمال في ياش وسعى إلى صداقة الحزب الاشتراكي الثوري. أمسكت به الثورة البلشفية (ثورة أكتوبر) في روسيا، ولكنه هرب عن طريق أرخانغلسك، وتوفي في البحر أثناء محاولته الوصول إلى فرنسا.
كان جورج دياماندي شقيق الدبلوماسي قسطنطين آي. دياماندي ومتعاونًا معه، وجدّ الكاتبة أوانا أورليا بعد وفاته. نُسي أثره ككاتب مسرحي، ولكن بقيت بصمته موجودة في الذاكرة الثقافية بسبب سياساته المثيرة للجدل وغرابة أطواره بشكل عام.

## سيرة ذاتية

### النشأة
وُلد جورج دياماندي، ابن مالك الأرض إيون دياماندي وكليوباترا كاتارغيو، في إدريسي، مقاطعة فاسلوي، أو في بارلاد. تشير عدة مصادر، إلى أن تاريخ ميلاده هو 27 فبراير عام 1867. ولد شقيقه، قسطنطين عام 1870. ولدى قسطنطين وجورج أخت، مارغريتا، تزوجت لاحقًا من بوبوفيتشي-تايتش.
كان دياماندي، من أصل يوناني، قد وصل ببطء إلى الطبقة الأرستقراطية في مولدوفا، ثم مملكة رومانيا لاحقًا. ارتقى إلى منصب رفيع، حيث عمل في البرلمان وفي حكومة مقاطعة توتوفا. انتمت زوجته كليوباترا إلى العوالم العليا لطبقة البويار الأرستقراطية، ووفقًا للسياسي وكاتب المذكرات قسطنطين أرغيتويانو، فقد نقلت كبريائها وأجواءها إلى أبنائها.
بعد إصابة جورج بالملاريا، اضطر إلى قضاء الكثير من طفولته في العلاج على شاطئ البحر في فرنسا. عاد بعد ذلك للدراسة في المدرسة الثانوية للمعاهد المتحدة في ياش، حيث أصدر مجلة طلابية سرية تدعى (الحلزون). وفقًا لروايته الخاصة، كان متوسط المستوى، لكنه كان يقرأ بشغف وعلى نطاق واسع. كره المدرسة وادعى أنها أصابته بأمراض الروماتيزم والقلب.
تغير مسار حياته باكتشافه للاشتراكية والأممية البروليتارية وسرعان ما أصبح مروجًا كبيرًا لها. كان لشقيقه آراء مختلفة تمامًا في هذا الصدد، واصفًا الاشتراكية بأنها مهزلة. أسس جورج وصديقه المقرب آرثر غوروفي ناديهما الاشتراكي الخاص بهما، والذي استمر فترة وجيزة فقط.
كما طور دياماندي شغفه بعلم الآثار، حيث استمتع بشكل خاص بكتب غابرييل دي مورتيلت وثيودور مومسن. خيم مع نيكولاي بيلديسينو في كوكوتيني، حيث ساعد في نشر ثقافة كوكوتيني-تريبيليان. كان دياماندي أيضًا عضوًا في لجنة باراد الرومانية الوطنية، التي جمعت الأموال والتحق بالوفد الروماني إلى المعرض العالمي لعام 1889. كان يعمل على رواية بأسلوب إميل زولا، والتي، حسب غوروفي، كانت مليئة بالتفاصيل ومملة.
بعد التخرج، تطوع ديماندي للخدمة في القوات البرية الرومانية، وقضى عام ونصف كرجل مدفعية. بسبب مقالبه (التي كانت مفعمة بالحيوية)، نُقل إلى فوج المدفعية السابع في كاليراشي، ولأنه اشتكى فور وصوله من سوء معاملة الضباط النظاميين، أمضى عدة أشهر في ثكنات التأديب.

### مدير المسرح الوطني
في عام 1913، في ظل الحكومة برئاسة لون براتيانو، عين وزير الثقافة لون دوكا دياماندي مديرًا للمسرح الوطني. كما ادعى دوكا في مذكراته، كان هذا فقط لتحقيق أحد أحلام [دياماندي] كتب دوكا، أن ديماندي كان لديه هوس لا يمكن علاجه لكونه أصليًا أو ظاهريًا. قبل نهاية موسم 1913-1914؛ عاد لولاية ثانية في وقت لاحق في عام 1914.
الوقت الذي أمضاه في المنصب أدى فقط إلى تفاقم حالة زملائه في العمل المسرحي. ذكر أحدهم، إيوان ماسوف، أن دياماندي اعتاد الاستشهاد بمشاكل قلبه لتجنب رؤية أي من المسؤولين ببساطة يملي عليهم رغباته الإصلاحية بالوكالة. وبحسب ما ورد، أقال دياماندي الممثل فاسيلي ليفسكو: انتقد ليونيسكو فيلم راتينوا دي ستات باعتباره لا يستحق أن يتم تمثيله في أفضل مكان في رومانيا. مستوحى جيدًا في اختياراته للمرجع، لعب دياماندي دور سلطوي، ولم يتواصل مع أحد إلا من خلال سكرتيرته، مارين سيميونيسكو-رامنيشيانو. ومع ذلك، يعتقد ليفسكو أن دياماندي لديه سبب وجيه لتجاهل الشكاوى وتجنب الخلافات.
بعد اندلاع الحرب العالمية الأولى، اختارت رومانيا الحفاظ على حيادها، مع تقسيم الرأي العام بين مجموعات الفرانكوفيلية والألمانية، على التوالي، مؤيدة لدول الوفاق والقوى المركزية. قام دياماندي بدمج المهام، وجمع المنح للكتاب من خلال مزايا المسرح، وبيع الكتب الرومانية من خلال كشك خاص في بهو المسرح.
انتهى عهد ديماندي في أغسطس 1915، عندما خصص مقعده لألكساندرو مافرودي. كما يلاحظ ليفسكو: عندما بدا له أنه لن يكون هناك الكثير من الأشخاص الذين يمكنهم فهمه [...]، ارتدى قبعته، وبعد أن ألقى علينا محاضراته بشغف شديد عن فرنسا تلك، ترك كل ذلك، مع تحية باردة ومتشنجة من أعلى الدرج وقال: يوم سعيد لكم جميعًا.

### حزب العمال
خسرت القوات البرية الرومانية، التي دافعت بمساعدة روسية ضد هجمات القوى المركزية المتجددة، في معركة بوخارست في ديسمبر 1916، وانسحبت إلى مولدافيا. نُقِل دياماندي إلى ياش، العاصمة المؤقتة، حيث نُقِلت حكومة بريتيانو والبرلمان. استعاد مقعده في المجلس، وعبر عن انتقاداته علنًا بسبب إضعاف الإدارة السيئة للحرب دعم بريتيانو.
أعادت ثورة فبراير في روسيا فتح الطريق نحو إصلاحات اجتماعية جذرية، ودفعت دياماندي للعودة إلى السياسة الاشتراكية. وعد بريتيانو بإصلاح الأراضي وقانون انتخابي جديد، ولكن دياماندي وغيره من المعارضين في حزب التحرير الوطني لم يكونوا راضيين عن ذلك، فزعموا أن الحكومة فقدت «حقها الأخلاقي» في تطبيق مثل هذا التشريع، وعرقلته مرارًا وتكرارًا. قالت رواية دوكا العدائية إن ثورة فبراير أعطت دياماندي الوهم بأن الوقت قد حان «للعب دور كبير»، وأن بريتيانو «الاستبدادي» كان مصدر إحراج للديمقراطية الروسية. ادعى دوكا أيضًا أن دياماندي لم يستطع أبدًا تصور إعادة توزيع الملكية بالكامل من ملاك الأراضي إلى الفلاحين، وذلك على الرغم من «استعراضاته المضحكة» المؤيدة للإصلاح الزراعي.
شكل دياماندي حزبه البرلماني الخاص به بحلول أبريل 1917، وأطلق عليه اسم حزب العمال. ضم الحزب الخبير الزراعي الراديكالي نيكولاي إل. لوبو في منصب رئيس مشارك، مع غريغور إيونيان، وإيوان كانتاكوزينو، وغريغور ترانكو-ياش، وقسطنطين إيون. بارهون، وميهايل ماكافي، وغريغور فيليبيسكو وألكساندرو سليتينو كأعضاء منتظمين. ألف دياماندي البيان المركزي بنفسه، ونُشر في شكل كتيب. كتب دوكا، إن المسرحي المريض كان يتجول في زي اشتراكي، وهو «نوع يشبه بلوزة العامل الروسي وحذاءه، وكأنه رفيق أصيل وصل لتوه من بعض الدول السوفيتية». كان «سخيفًا بشكل واضح»، و«مصاب بجنون العظمة»، ومدفوعًا إلى «حالة مرضية» بسبب شدة مرضه القلبي. كان وزير الزراعة جورج جي. مارزيسكو منزعجًا أيضًا من سلوك دياماندي، فكتب: «إن جورج دياماندي، الذي يفكر في طرق لدعم أفكار حزب العمال مولودة من طموحات شخصية أثارتها الثورة الروسية، تخيل أنه من الضرورة أن يظهر في زي تولستوي (لباس فلاحي روسي) في المجلس. ظهر هذا الشيء الأوبريتي لصالح الفلاحين».
يتذكر الجنرال أفريسكو في مذكراته الخاصة اجتماعه مع الملك القلق فرديناند في بلدة موينيشتي الصغيرة. نظر الملك في «نمو الحركة الاشتراكية في بلادنا»، وترك ياش لأن «الاشتراكيين والليبراليين الشباب، تحت قيادة جورج دياماندي، من المفترض أنهم على اتصال بالثوار الروس». أكد دوكا تلك القصة أيضًا، إذ قال إن دياماندي ولوبو أحيا علاقاتهما مع الاشتراكيين القدامى، وكذلك مع الحزب الاشتراكي الروسي، الذين كانوا يعتزمون إقامة «حكومة ديمقراطية» رومانية بدعم منهم. تعثر مشروعهم للثورة عندما اكتشف الروس «البراغماتيون» أن حزب العمال كان غير مهم سياسيًا و«أقليًا». توسع حزب العمال أيضًا نحو بيسارابيا المجاورة، مستخدمًا العميل الثوري إيلي كاتارو للبعثة. أيد حزب العمال الدعوات إلى النظام، وذلك ردًا على الجنود الروس والمدنيين الرومانيين الذين طالبوا بتأسيس «جمهورية رومانية».
قال آرثر غوروفي إنه يجب اعتبار حزب العمال بمثابة «المزحة الأخيرة» لجورج دياماندي. أصبح دياماندي لاجئًا إلى روسيا، حيث كان شقيقه قسطنطين سفيرًا لرومانيا، في يونيو 1917 بعد تجدد هجوم القوى المركزية. كان محاصرًا على الأراضي الروسية خلال ثورة أكتوبر، وهي الأحداث التي قلل شقيقه من شأنها في تقاريره إلى بريتيانو. أخرجت الثورة روسيا من الحرب، وكانت إشارة إلى بداية حرب دبلوماسية روسية رومانية، فاحتجز مجلس مفوضي الشعب قسطنطين، وطرده في النهاية.

### المسرحيات والنثر
يُنظر إلى دياماندي غالبًا على أنه مساهم ضئيل جدًا في الأدب الروماني. ذكر لوفينيسكو أن دياماندي كان «هاويًا» للأدب بقدر ما كان كذلك لعلم الآثار والاشتراكية، و «مثقفًا» لكنه يفتقر إلى «الحدس الفني». لاحظ الكاتب فلورين فايفر الشيء نفسه، إذ قيم أن دياماندي «لم يكن في الواقع مبدعًا في الدراما»، وأنه فقد نفسه في تأملات تتراوح «بين الفن والسياسة والاقتصاد». أدان سي جورجيسكو مونتانو من مجلة لوتشافارول كتاب مبررات الدولة بأنه «عمل بلا هدف»، وأن إضفاء الطابع الدرامي على مثل هذه الأعمال يُعتبر «حقيقة مألوفة» لا يمكن للجمهور أن يصفق لها. أثبت كتاب واحد في الألف أيضًا هذا الأسلوب الإشكالي. قال فايفر إن نية هذا العمل الفكاهية كانت «تعذيبًا، ومثقلة بالابتذال». أشار المؤرخ ميهاي سورين رودولسكو في عام 2007 إلى أن دياماندي الكاتب المسرحي قد «نُسي تمامًا».
يصور كتاب إلى الأمام مباشرة، المستوحى من أعمال هنريك إبسن، الحياة في صناعة الأسلحة الخيالية في كليرمون فيران. يتدخل الصناعي الشاب جان هيكيت لإنقاذ أرزاق موظفيه، وتولي الإدارة من والده العنيد. يبدو أن الكتاب يفضل التعاون الطبقي باعتباره بيانًا سياسيًا، ولكنه «يبدو أنه شيوعي إلى حد ما في الروح» كما قال عنه كالينيسكو. قال ماسوف إن الكتاب كان يُقرأ على أنه «مسرحية ذات نغمات اشتراكية». وصف كالينيسكو كتاب الوحش بأنه «مسرحية فكرية ذات عرض محير». يعرض الكتاب المطلقة نينيتا كومان وكرهها العميق الظاهر. تواجه وحشيتها زوجًا مثاليًا، وصفه فايفر بأنه شخصية «مصطنعة». تكشف نهاية المسرحية أن نينيتا كانت ضحية معاناة طويلة من العنف الجنسي، وخضعت لعملية استئصال الرحم الطوعي. يقرأ لوفينيسكو أصداءً من غابرييل دانونزيو عن كتاب دياماندي بعنوان مؤلم؛ والذي يُظهر مبارزة ذكاء بين رسامين وامرأة من شركتهما تحب من لا يبادلها نفس الشعور بينهما».
كان النقاد عمومًا أكثر تساهلًا تجاه رواية نداء الغابة، والتي يسميها ماسوف «إحدى المسرحيات الرومانية الجيدة». رحّب لوفينيسكو بعدم دقة الرواية التي انفصلت عن أساسيات الدراما التاريخية مع الحفاظ على «الجو الوطني»، فكانت النتيجة «أسطورة هادجوك» تعترف بكل من «الشعر والمثالية». وقعت أحداث الرواية في راديانا خلال العصور الوسطى، ولمّحت إلى اغتصاب أنكا، وهي شابة فاضلة، من قبل الغزاة التتار. تعرضت أنكا للعار في ظل ثقافة العار في تلك الفترة، ولكن الشاب النبيل إيونيتسا، الذي هرب معها نحو الغابة المحيطة، دافع عنها.
قال فايفر إن كتابات دياماندي الأخرى تظهر نوعًا من «الروعة» و«عدم التوقع»، وتشمل هذه الكتابات عمله بعنوان نحن البشر، وذلك بالإضافة إلى رحلاته وقصص الصيد الخاصة به وأعماله الروائية. تُظهر الأعمال الأخيرة المجتمع البوهيمي والنخبة الريفية في أكثر حالاتهم انحطاطًا وعرضة للأوهام والعواطف العنيفة.